# Bankhaus Röchling
Das Bankhaus Röchling (Gebr. Röchling Bank) war ein Kreditinstitut im Saarland.

## Geschichte
Es entstand 1855 zunächst als Geschäfts- und Bankhaus Schmidtborn und Gebrüder Röchling. Dieses Unternehmen wurde 1822 als Handelshaus Schmidtborn und Gebr. Röchling von Johann Carl Schmidtborn und seinen vier Vettern, den Gebrüdern Röchling – Theodor (1823–1885), Ernst (1825–1877), Karl (1827–1910) und Friedrich (1833–1892) – errichtet. Aus diesem Handelshaus ging 1858 die Gebr. Röchling Bank hervor. Geschäftsfelder waren der Handel mit Wechseln und Aktien. Ab 1930 wurde das Bankgeschäft der Konzernbank unter der Firma Gebrüder Röchling & Co. KG geführt. In der Schweiz firmierte eine Tochtergesellschaft unter Röchling & Cie. Bank A.G., Basel. Dieses später als Filiale der Röchling Bank geführte Institut wurde am 23. Mai 1949 liquidiert.
Nach dem Zweiten Weltkrieg wurde der Röchling-Konzern unter französische Verwaltung gestellt. An die Stelle der Röchling Bank trat 1947 die Banque Nationale pour le Commerce et l’Industrie. 1957 kehrte die Röchling Bank an die Saar zurück. Der Röchling-Konzern wurde dann an seine Besitzer zurückgegeben. Am 1. Oktober 1966 weihte die Bank in Saarbrücken ihren Neubau ein. Als 1969 die Privatisierung der im staatlichen Eigentum befindlichen Saarbrücker Zeitung angestrebt wurde, sollte die Gebr. Röchling Bank neben anderen Kreditinstituten Gesellschafter der Zeitung werden. Der saarländische Justizminister Alois Becker war der Auffassung, dass die Banken „wie niemand anders die saarländische Bevölkerung repräsentieren“. Allerdings wurde dieser Vorschlag verworfen und stattdessen die Gesellschaft für staatsbürgerliche Bildung Saar GmbH gegründet, die seitdem einen Anteil von 26 Prozent an der Zeitung hält.
Parallel zur Stahlkrise der 1970er Jahre zogen sich die Eigentümer aus dem Unternehmen zurück. 1978 trennten sich die Nachfahren der Röchlings vom Bankgeschäft. Zum Ausbau der Geschäfte wurde die Bayerische Vereinsbank gefunden, mit der sich das Bankhaus Röchling 1982 zusammenschloss.